# Alain Couriol
Alain Couriol est un footballeur international français, né le 24 octobre 1958 à Paris. Il était ailier droit puis milieu de terrain offensif.

## Biographie
Enfant, il commence le football à Sarcelles avant d'intégrer les équipes de jeunes du Red Star. Il déménage  avec ses parents sur l'île de La Réunion vers 15-16 ans. C'est de là qu'il passe et réussit le concours de l'INF Vichy à l'insu de ses parents. Son père n'accepte de le laisser partir qu'une fois son BEP obtenu. Il passe trois ans à l'INF, et y remporte une coupe Gambardella et un championnat de France amateur. Dès sa deuxième année, il est retenu en équipe de France de football amateur.
Il découvre ensuite le foot professionnel et signe pour cinq ans à l'AS Monaco. Ses bonnes performances lui valent d'être appelé en équipe de France A. 1982 est l'année de la consécration puisqu'il devient champion de France avec son club et est sélectionné avec les Bleus pour la Coupe du monde en Espagne, où la France obtient la quatrième place. Si Couriol ne joue que de manière épisodique, il dispute toutefois le match pour la troisième place, dans lequel la France est battue 3 à 2 par la Pologne, Couriol marquant le dernier but français de la compétition.
En 1983, il rejoint le PSG et remporte un autre championnat de France en 1986.
En 1990, il rejoint le club de Saint-Leu.

## Carrière
- 1976-1979   : INF Vichy
- 1979-1983   : AS Monaco
- 1983-1989   : Paris SG
- 1989-1990   : Sporting Toulon Var
- 1990-1991   : Saint-Denis - Saint-Leu
- 2007-2008   : Cep Lorient (entraîneur)
- 2010-2016 : AS Arzon (entraîneur)[1]

## Palmarès

### En club
- Champion de France en 1982 avec l'AS Monaco et 1986 avec le Paris Saint-Germain
- Champion de France de Division 3 en 1979 avec l'INF Vichy
- Vainqueur de la Coupe Gambardella en 1978 avec l'INF Vichy
- Vice-champion de France en 1989 avec le Paris Saint-Germain

### En équipe de France
- 12 sélections et 2 buts entre 1980 et 1983
- Participation à la Coupe du Monde en 1982 (4e)
- Médaille d'argent aux Jeux Méditerranéens de 1979 à Split avec les Espoirs